# Neuville-sur-Ailette
Neuville-sur-Ailette è un comune francese di 95 abitanti situato nel dipartimento dell'Aisne della regione dell'Alta Francia.

## Società

### Evoluzione demografica
Abitanti censiti